# Unité urbaine d'Angers
L'unité urbaine d'Angers est une unité urbaine française centrée sur la ville d'Angers, préfecture et première ville du département de Maine-et-Loire qui fait partie de la région Pays de la Loire.
Elle fait partie des grandes unités urbaines françaises rassemblant plus de 200 000 habitants.

## Données générales
En 2010, selon l'INSEE, l'unité urbaine d'Angers était composée de dix communes, toutes situées dans le département de Maine-et-Loire, plus précisément dans l'arrondissement d'Angers.
Dans le zonage de 2020, elle est composée de douze communes, les deux communes de l'ancienne unité urbaine de Verrières-en-Anjou y ayant été ajoutées.
Dans ce zonage, avec 250 031 habitants en 2022, elle représente de loin la 1re agglomération urbaine du département de Maine-et-Loire, devançant les unités urbaines de Cholet (2e rang départemental) et de Saumur (3e rang départemental). Elle occupe le 2e rang régional dans les Pays de la Loire juste après la capitale régionale Nantes et devance l'unité urbaine du Mans (3e rang régional).
En 2022, sa densité de population s'élève à 1 028 hab/km2, ce qui en fait de loin l'unité urbaine la plus densément peuplée du Maine-et-Loire.
Par sa superficie, elle ne représente que 3,42 % du territoire départemental mais, par sa population, elle regroupe 30,19 % de la population du département en 2022, soit près du tiers.

Agglomérations de plus de 100000 habitants en France en 2022.

## Composition 2020 de l'unité urbaine
La liste des communes de l'unité urbaine au 1er janvier 2025 est la suivante :
| Nom                      | Code Insee | Département    | Statut       | Superficie (km2) | Population (dernière pop. légale) | Densité (hab./km2) | Modifier                                    |
| ------------------------ | ---------- | -------------- | ------------ | ---------------- | --------------------------------- | ------------------ | ------------------------------------------- |
| Angers (ville-centre)    | 49007      | Maine-et-Loire | ville-centre | 42,71            | 157 555 (2022)                    | 3 689              | modifier les données · modifier les données |
| Avrillé                  | 49015      | Maine-et-Loire | banlieue     | 15,84            | 15 225 (2022)                     | 961                | modifier les données · modifier les données |
| Beaucouzé                | 49020      | Maine-et-Loire | banlieue     | 19,34            | 5 618 (2022)                      | 290                | modifier les données · modifier les données |
| Bouchemaine              | 49035      | Maine-et-Loire | banlieue     | 19,81            | 6 635 (2022)                      | 335                | modifier les données · modifier les données |
| Écouflant                | 49129      | Maine-et-Loire | banlieue     | 17,02            | 4 614 (2022)                      | 271                | modifier les données · modifier les données |
| Les Garennes sur Loire   | 49167      | Maine-et-Loire | banlieue     | 25,25            | 4 670 (2022)                      | 185                | modifier les données · modifier les données |
| Mûrs-Erigné              | 49223      | Maine-et-Loire | banlieue     | 17,29            | 6 172 (2022)                      | 357                | modifier les données · modifier les données |
| Les Ponts-de-Cé          | 49246      | Maine-et-Loire | banlieue     | 19,55            | 12 863 (2022)                     | 658                | modifier les données · modifier les données |
| Saint-Barthélemy-d'Anjou | 49267      | Maine-et-Loire | banlieue     | 14,58            | 9 496 (2022)                      | 651                | modifier les données · modifier les données |
| Sainte-Gemmes-sur-Loire  | 49278      | Maine-et-Loire | banlieue     | 14,83            | 3 617 (2022)                      | 244                | modifier les données · modifier les données |
| Trélazé                  | 49353      | Maine-et-Loire | banlieue     | 12,20            | 15 620 (2022)                     | 1 280              | modifier les données · modifier les données |
| Verrières-en-Anjou       | 49323      | Maine-et-Loire | banlieue     | 24,83            | 7 946 (2022)                      | 320                | modifier les données · modifier les données |

## Évolution démographique
| 1968    | 1975    | 1982    | 1990    | 1999    | 2006    | 2011    | 2016    | 2022    |
| ------- | ------- | ------- | ------- | ------- | ------- | ------- | ------- | ------- |
| 170 482 | 194 058 | 202 339 | 214 774 | 230 447 | 231 772 | 229 838 | 237 452 | 250 031 |

#### Données générales
- Unité urbaine en France
- Aire d'attraction d'une ville
- Liste des unités urbaines de France

#### Données démographiques en rapport avec l'unité urbaine d'Angers
- Aire d'attraction d'Angers
- Arrondissement d'Angers

#### Données démographiques en rapport avec le Maine-et-Loire
- Démographie du Maine-et-Loire